# Metilpentinol
A metilpentinol (metilparafinol) színtelen vagy halványsárga folyadék (fp. 122°C). Vízben kevéssé, éterben jól oldódik, a legtöbb szerves oldószerrel keverhető.
Az 1950-es években kifejlesztett altató és nyugtató. Antiepileptikus hatása is van. Álmatlanság ellen alkalmazták, de mára már kiszorították az újabb, biztonságosabb szerek. 

## Készítmények
- Dormison
- Atemorin
- Oblivon
- Dalgol cseppek (Kőbányai Gyógyszeráru Gyár)

## Fordítás
- Ez a szócikk részben vagy egészben  a   Methylpentynol című angol Wikipédia-szócikk fordításán alapul.  Az eredeti cikk szerkesztőit annak laptörténete sorolja fel. Ez a jelzés csupán a megfogalmazás eredetét és a szerzői jogokat jelzi, nem szolgál a cikkben szereplő információk forrásmegjelöléseként.